# Silbavärri
Silbavärri är en kulle i Finland. Den ligger i Utsjoki kommun i landskapet Lappland, i den norra delen av landet, 1 000 km norr om huvudstaden Helsingfors. Toppen på Silbavärri är 411 meter över havet, eller 87 meter över den omgivande terrängen. Bredden vid basen är 2,8 km. Silbavärri ingår i Paistunturit.
Terrängen runt Silbavärri är huvudsakligen platt, men söderut är den kuperad.  Trakten runt Silbavärri är nära nog obefolkad, med mindre än två invånare per kvadratkilometer. Det finns inga samhällen i närheten. Omgivningarna runt Silbavärri är i huvudsak ett öppet busklandskap.